# Sataspes protomelas
Sataspes protomelas är en fjärilsart som beskrevs av Rothschild och Jordan. Sataspes protomelas ingår i släktet Sataspes och familjen svärmare. Inga underarter finns listade.